# Quartiere Mac Mahon
Il quartiere Mac Mahon è un complesso di edilizia popolare di Milano, nella zona nord-occidentale della città. Prende il nome da via Mac Mahon, importante asse viario della zona.

## Storia

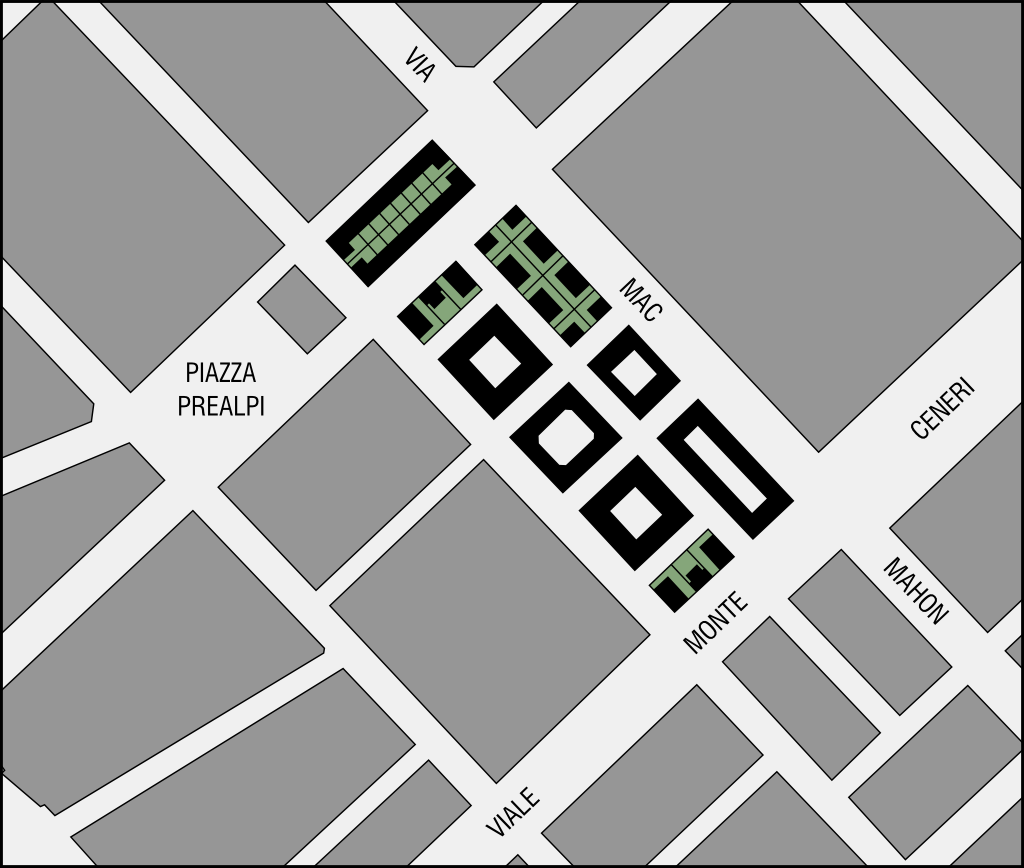
Pianta del quartiere

La costruzione del quartiere  venne decisa dal Comune di Milano nell'ambito di un piano di case popolari, elaborato nel 1906-07 per contribuire a lenire l'emergenza abitativa dettata dalla forte crescita demografica.

Il piano prevedeva a costruzione di 3 800 locali divisi in quattro quartieri (oltre al Mac Mahon, il Lulli, lo Spaventa, il Tibaldi), non in grado di incidere sull’espansione urbana complessiva, per la loro limitata estensione.
Il quartiere Mac Mahon, in cui vennero sperimentate diverse tipologie edilizie, venne progettato dall'ingegnere dell'ufficio tecnico municipale, Giannino Ferrini (fratello di Contardo Ferrini), coadiuvato dall'ingegnere Arnaldo Scotti del medesimo ufficio, e costruito dal 1908 al 1909; in seguito fu ceduto all'Istituto Case Popolari (ICP).
Per il collegamento del quartiere al centro cittadino venne costruita una tranvia elettrica che si diramava dalla linea per il Cimitero Maggiore al Rondò della Cagnola; il nuovo tronco venne attivato il 27 gennaio 1909.

## Caratteristiche

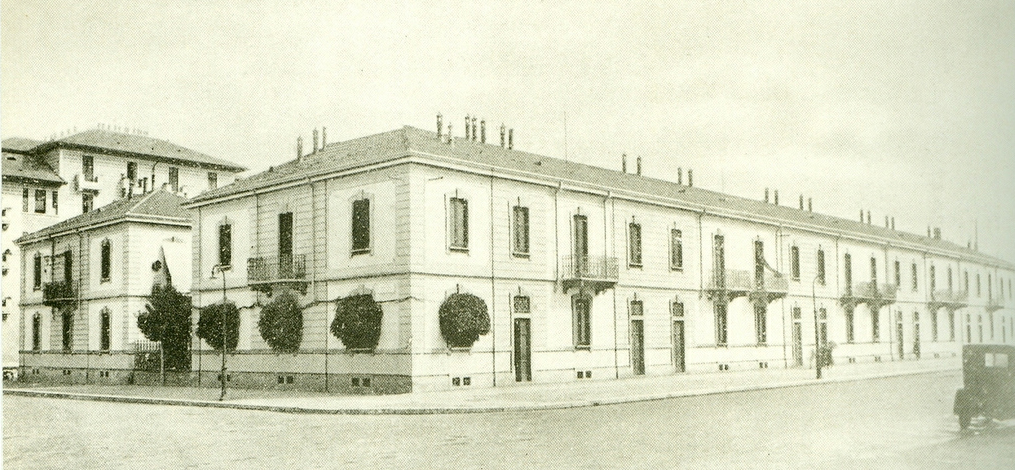
Vista delle case a schiera

Il quartiere occupa un'area rettangolare di 32 000 m², inserita nella maglia ortogonale del piano regolatore Pavia-Masera, e delimitata sul lato nord-orientale da via Mac Mahon, da cui prende il nome. Al momento della costruzione il quartiere era costituito da 5 edifici abitativi a quattro piani compreso il terreno; 14 villini isolati a due piani e 2 corpi di fabbrica a due piani costituenti villini in serie con giardinetto.
Gli edifici che compongono il quartiere appartengono a diverse tipologie (case a schiera, villini isolati, edifici a cortile chiuso con distribuzione a ballatoio), per consentire un facile confronto economico fra le diverse soluzioni; gli appartamenti, complessivamente 477, sono di varia metratura e contano da uno a quattro locali, essendo destinati a locatari di diversi strati sociali.
La struttura portante degli edifici è in muratura, con solai in calcestruzzo armato e tetti in legno; negli edifici maggiori sono inseriti locali di uso collettivo (asilo, biblioteca popolare, lavatoi) e negozi.